# Liste der Windmühlen in Schleswig-Holstein
Die Liste der Windmühlen in Schleswig-Holstein gibt einen Überblick über die bekannten Windmühlen unterschiedlichen Erhaltungszustandes im Land Schleswig-Holstein.

## Flensburg
Link zu einem Kartenansichtstool, um Koordinaten zu setzen.
| Bild                              | Mühle                           | Lage                                    | Typ              | Erbaut | Bemerkungen                                     |
| --------------------------------- | ------------------------------- | --------------------------------------- | ---------------- | ------ | ----------------------------------------------- |
| weitere Bilder \| Fotos hochladen | Bergmühle Wikidata              | Flensburg (54° 48′ 6″ N, 9° 25′ 9″ O)   | Galerieholländer | 1792   | Seit 1995 restauriert und wieder funktionsfähig |
| weitere Bilder \| Fotos hochladen | Windmühle St. Johannis Wikidata | Flensburg (54° 46′ 54″ N, 9° 26′ 58″ O) | Galerieholländer | 1808   | 1939 stillgelegt, seit 1971 unter Denkmalschutz |

## Lübeck
Link zu einem Kartenansichtstool, um Koordinaten zu setzen.
| Bild                              | Mühle                   | Lage                                                               | Typ              | Erbaut | Bemerkungen                                                           |
| --------------------------------- | ----------------------- | ------------------------------------------------------------------ | ---------------- | ------ | --------------------------------------------------------------------- |
| weitere Bilder \| Fotos hochladen | Rönnauer Mühle Wikidata | Lübeck-Travemünde, Rönnauer Weg 8 a (53° 57′ 13″ N, 10° 50′ 52″ O) | Galerieholländer | 1844   | 1937 stillgelegt, Kappe und Flügel festgesetzt, umgebaut zum Wohnhaus |

## Kreis Dithmarschen
Link zu einem Kartenansichtstool, um Koordinaten zu setzen.
| Bild                              | Mühle                         | Lage                                                         | Typ                          | Erbaut | Bemerkungen |
| --------------------------------- | ----------------------------- | ------------------------------------------------------------ | ---------------------------- | ------ | --- |
| weitere Bilder \| Fotos hochladen | Ursula Wikidata               | Barlt (54° 0′ 59″ N, 9° 3′ 44″ O)                            | Galerieholländer             | 1875   | 1923 zum Galerieholländer umgebaut, Einrichtung vorhanden, gelegentlich in Betrieb. |
| weitere Bilder \| Fotos hochladen | Zufriedenheit                 | Barlt (54° 0′ 31″ N, 9° 3′ 27″ O)                            | Holländerwindmühle           |        | Umgebaut zu einem Wohnhaus, Flügel nicht erhalten |
| BW                                |                               | Meldorf, am Zingel (54° 5′ 22″ N, 9° 4′ 43″ O)               | Kellerholländer              | 1887   | Ursprünglich Kornmühle. 1922 umgesetzt nach Meggerdorf. Dort Entwässerungsmühle, ab 1978 Wohnmühle. |
| weitere Bilder \| Fotos hochladen | Anna Wikidata                 | Süderhastedt (54° 3′ 20″ N, 9° 12′ 0″ O)                     | Galerieholländer             | 1904   | 1803 in Fissau bei Eutin erbaut, 1904 nach Süderhastedt versetzt. Einrichtung ausgebaut. Heute Landhandel. |
| weitere Bilder \| Fotos hochladen | Aurora Wikidata               | Hochdonn (54° 1′ 0″ N, 9° 18′ 0″ O)                          | Galerieholländer             | 1883   | Nicht windgängig. Außenstelle des Standesamts Burg/Dithmarschen |
| Fotos hochladen                   | Aurora Wikidata               | Weddingstedt (54° 14′ 13″ N, 9° 5′ 12″ O)                    | Galerieholländer             | 1832   | Voll funktionsfähig, regelmäßig in Betrieb. |
| weitere Bilder \| Fotos hochladen | Dorathea                      | Büsum (54° 8′ 5″ N, 8° 51′ 57″ O)                            | Galerieholländer             | 1881   | Als Ersatz für eine Bockwindmühle gebaut, 2001 Umbau zum Wohnhaus, Rumpfmühle ohne Kappe und Galerie |
| weitere Bilder \| Fotos hochladen | Edda Wikidata                 | Hopen, Sankt Michaelisdonn (53° 59′ 22″ N, 9° 7′ 25″ O)      | Kellerholländer              | 1842   | Auf Geestkliff in Hopen erbaut, komplette Einrichtung erhalten. |
| weitere Bilder \| Fotos hochladen | Fortuna Wikidata              | Dellstedt (54° 14′ 11″ N, 9° 22′ 28″ O)                      | Galerieholländer             | 1926   | Einrichtung komplett erhalten |
| BW                                | Fortuna                       | Dörpling (54° 15′ 39″ N, 9° 17′ 46″ O)                       | Galerieholländer             | 1853   | Als Ferienhaus umgebaut |
| weitere Bilder \| Fotos hochladen | Germania                      | Wöhrden (54° 10′ 10″ N, 9° 0′ 9″ O)                          | Sockelgeschossholländer      | 1847   | 1962 endgültig stillgelegt, Umbau zum Wohnhaus |
| weitere Bilder \| Fotos hochladen | Gott Mit Uns Wikidata         | Eddelak (53° 56′ 36″ N, 9° 8′ 27″ O)                         | Galerieholländer             | 1865   | 2006 restauriert, komplette Einrichtung vorhanden |
| Fotos hochladen                   | Grothsche Mühle, Katharina    | Heide (54° 11′ 32″ N, 9° 5′ 53″ O)                           | Galerieholländer             |        | Abgebrochen und nach Ostpreußen verkauft. Einer der Eigentümer war der Vater von Klaus Groth. |
| weitere Bilder \| Fotos hochladen | Hollingstedter Mühle Wikidata | Hollingstedt (54° 27′ 17″ N, 9° 20′ 34″ O)                   | Galerieholländer             | 1865   | Ursprünglich in Dörpstedt-Bünge. Nach Brand 1865 am Ortsausgang von Hollingstedt wiederaufgebaut. 1950 Umbau zur Motormühle, Flügel und Windrose abmontiert. 1973 umgesetzt ins Schleswig-Holsteinische Freilichtmuseum, Molfsee. |
| weitere Bilder \| Fotos hochladen | Immanuel Wikidata             | Marner Neuenkoogsdeich, Neufeld (53° 56′ 5″ N, 8° 58′ 41″ O) | Kellerholländer              | 1850   | Einrichtung vorhanden, Kunstausstellung |
| weitere Bilder \| Fotos hochladen | Margaretha Wikidata           | Hemmingstedt (54° 8′ 56″ N, 9° 4′ 37″ O)                     | Kellerholländer              | 1858   | Komplette Einrichtung vorhanden, Rohölmotor von 1922 betriebsbereit. denkmalgeschützt |
| weitere Bilder \| Fotos hochladen | Margaretha Wikidata           | Westerdeichstrich (54° 9′ 49″ N, 8° 51′ 58″ O)               | Sockelgeschossholländer      | 1845   | 1960 stillgelegt. Nutzung als Hotel und Restaurant. |
| Fotos hochladen                   | Mühle Epenwöhrden             | Epenwöhrden (54° 6′ 58″ N, 9° 2′ 55″ O)                      | Galerieholländer             |        | Nutzung als Meditationszentrum |
| weitere Bilder \| Fotos hochladen | Mühle in Marne                | Marne (53° 56′ 54″ N, 8° 58′ 10″ O)                          | Galerieholländer             |        | Rumpfmühle ohne Kappe und Galerie |
| Fotos hochladen                   | Mühle Ramhusen                | Ramhusen (53° 56′ 26″ N, 9° 5′ 25″ O)                        | Holländerwindmühle           |        | Rumpfmühle ohne Kappe und Galerie |
| weitere Bilder \| Fotos hochladen | Nordermühle Fortuna Wikidata  | Meldorf (54° 5′ 37″ N, 9° 4′ 12″ O)                          | Kellerholländer              | 1863   | Komplette Einrichtung vorhanden. Sommerwohnung. denkmalgeschützt |
| weitere Bilder \| Fotos hochladen | Olga                          | Windbergen (54° 2′ 34″ N, 9° 7′ 0″ O)                        | Holländerwindmühle           | 1863   | 1978 zum Wohnhaus umgebaut |
| Fotos hochladen                   | Olivia                        | Krumstedt (54° 4′ 10″ N, 9° 10′ 29″ O)                       | Holländerwindmühle           | 1848   | Rumpfmühle ohne Kappe und Galerie |
| weitere Bilder \| Fotos hochladen | Reimersche Mühle              | Kleve (54° 17′ 47″ N, 9° 7′ 42″ O)                           | Rumpfmühle                   |        | |
| weitere Bilder \| Fotos hochladen | Südermühle Wikidata           | Meldorf (54° 5′ 9″ N, 9° 4′ 16″ O)                           | Galerieholländer             | 1892   | Einrichtung nicht mehr vorhanden. Nutzung zum Wohnen und als Gastronomie. |
| BW                                | Torfstich Entwässerungsmühle  | Heide (54° 12′ 32″ N, 9° 9′ 25″ O)                           | Transportierbare Schöpfmühle | 2011   | Nachbau der Peweschen Mühle aus dem Dellstedter Moor. Ausgestellt u. a. von Mühlentag bis September 2019. |
| weitere Bilder \| Fotos hochladen | Vergissmeinnicht Wikidata     | Friedrichskoog (54° 0′ 52″ N, 8° 53′ 39″ O)                  | Galerieholländer             | 1860   | Einrichtung teilweise vorhanden, Hochzeitsmühle |
| Fotos hochladen                   | Juliane                       | Thalingburen, Nordermeldorf (54° 6′ 29″ N, 9° 1′ 37″ O)      | Galerieholländer             | 1882   | Umgebaut zu einem Wohnhaus |
| Fotos hochladen                   |                               | Lieth (54° 8′ 59″ N, 9° 3′ 35″ O)                            |                              |        | Rumpfmühle ohne Kappe |
| weitere Bilder \| Fotos hochladen | Windmühle Fedderingen         | Fedderingen, Am Mühlenberg (54° 16′ 55″ N, 9° 8′ 7″ O)       | Galerieholländer             |        | |

## Kreis Herzogtum Lauenburg
Link zu einem Kartenansichtstool, um Koordinaten zu setzen.
| Bild                              | Mühle                    | Lage                                          | Typ              | Erbaut | Bemerkungen                                                                           |
| --------------------------------- | ------------------------ | --------------------------------------------- | ---------------- | ------ | ------------------------------------------------------------------------------------- |
| BW                                | Wessellermühle Alt-Mölln | Alt-Mölln (53° 37′ 6″ N, 10° 39′ 16″ O)       | Galerieholländer | 1995   | Nach Brand der Vorgängermühle 1985 neu aufgebaut, Nutzung als Galerie und Restaurant. |
| Fotos hochladen                   | Lauenburger Mühle        | Lauenburg/Elbe (53° 22′ 37″ N, 10° 33′ 41″ O) | Galerieholländer |        | heute als Hotel genutzt, mit Mühlenmuseum                                             |
| weitere Bilder \| Fotos hochladen | Marie Wikidata           | Kogel, Sterley (53° 38′ 31″ N, 10° 49′ 45″ O) | Erdholländer     | 1898   | Komplette Einrichtung vorhanden. Nutzung als Wohnhaus.                                |
| Fotos hochladen                   | Pirsch-Mühle             | Hamfelde (53° 35′ 48″ N, 10° 26′ 55″ O)       | Galerieholländer | 1876   | 1954 stillgelegt, heute ein Restaurant                                                |
| Fotos hochladen                   | Siebenbäumener Mühle     | Siebenbäumen (53° 44′ 51″ N, 10° 31′ 22″ O)   | Galerieholländer | 1885   | Einrichtung teilweise vorhanden.                                                      |

## Kreis Nordfriesland
Link zu einem Kartenansichtstool, um Koordinaten zu setzen.
| Bild                              | Mühle                                    | Lage                                                                  | Typ                     | Erbaut      | Bemerkungen                                                                                     |
| --------------------------------- | ---------------------------------------- | --------------------------------------------------------------------- | ----------------------- | ----------- | ----------------------------------------------------------------------------------------------- |
| Fotos hochladen                   | Jenny Wikidata                           | Achtrup, Lecker Straße (54° 47′ 15″ N, 9° 1′ 8″ O)                    | Kellerholländer         | 1889        | Umgebaut zu einem Wohnhaus, denkmalgeschützt                                                    |
| weitere Bilder \| Fotos hochladen | Aeolus Wikidata                          | Osterbargum, Bargum, Dörpstraat/Moose 2 (54° 42′ 10″ N, 8° 59′ 18″ O) | Galerieholländer        | 1887        | Pilotprojekt Stromerzeugung mit historischen Windmühlen, denkmalgeschützt                       |
| weitere Bilder \| Fotos hochladen | Amrumer Windmühle Wikidata               | Nebel, auf der Insel Amrum (54° 38′ 55″ N, 8° 21′ 16″ O)              | Erdholländer            | 1771        | komplette Einrichtung vorhanden, windgängig. Als Museum genutzt.                                |
| weitere Bilder \| Fotos hochladen | Bertha Wikidata                          | Süddorf, Nebel, auf der Insel Amrum (54° 38′ 37″ N, 8° 21′ 29″ O)     | Erdholländer            | 1893        | Auf bronzezeitlichem Grabhügel errichtet, umgebaut zu einem Wohnhaus                            |
| weitere Bilder \| Fotos hochladen | Fortuna Wikidata                         | Struckum, Blumenhofweg 21 (54° 35′ 22″ N, 8° 59′ 28″ O)               | Sockelgeschossholländer | 1806        | 1960 stillgelegt                                                                                |
| weitere Bilder \| Fotos hochladen | Wrixumer Mühle (Osterwindmühle) Wikidata | Wrixum auf Föhr, Hardesweg 54 (54° 41′ 56″ N, 8° 32′ 57″ O)           | Kellerholländer         | 1851        | Komplette Einrichtung vorhanden, Restaurantnutzung; denkmalgeschützt                            |
| Fotos hochladen                   |                                          | Keitum, Sylt (Gemeinde) (54° 53′ 37″ N, 8° 22′ 34″ O)                 | Galerieholländer        | Ende 1870er | 1911 abgebrochen.                                                                               |
| BW                                | Anna                                     | Westerhever (54° 23′ 38″ N, 8° 42′ 33″ O)                             | Erdholländer            | 1786        | Um 1910 abgebrochen. Teile der Mühle wurden verwandt, um die Mühle Anna in Rieseby aufzubauen.  |
| weitere Bilder \| Fotos hochladen | Borigsem                                 | Borgsum auf Föhr (54° 41′ 56″ N, 8° 27′ 15″ O)                        | Galerieholländer        | 1991        | 1991 nach alten Plänen neu errichtet. Vorgänger verfallen.                                      |
| weitere Bilder \| Fotos hochladen | Catharina Wikidata                       | Oldenswort (54° 23′ 14″ N, 8° 58′ 33″ O)                              | Kellerholländer         | 1786        | Umgebaut zu einer Ferienwohnung, nicht windgängig                                               |
| Fotos hochladen                   | Emanuel Wikidata                         | Garding, Tönninger Straße 14a (54° 19′ 47″ N, 8° 47′ 27″ O)           | Erdholländer            | 1857        | Nicht windgängig, Einrichtung ausgebaut. Umgebaut zu einem Wohnhaus; denkmalgeschützt           |
| weitere Bilder \| Fotos hochladen | Engel                                    | Süderhafen, Nordstrand (54° 28′ 13″ N, 8° 54′ 39″ O)                  | Galerieholländer        | 1891        | 1981–83 restauriert. Gastronomiebetrieb.                                                        |
| weitere Bilder \| Fotos hochladen | Fortuna                                  | Borsthusen, Kirchspiel Garding (54° 18′ 16″ N, 8° 45′ 48″ O)          | Galerieholländer        | 1870        | 1981 saniert, Umbau zum Wohnhaus.                                                               |
| Fotos hochladen                   | Joldelunder Mühle Wikidata               | Joldelund, Hauptstraße 13 (54° 38′ 58″ N, 9° 8′ 14″ O)                | Galerieholländer        | 1838        | denkmalgeschützt                                                                                |
| weitere Bilder \| Fotos hochladen | Nordermühle Wikidata                     | Pellworm (54° 32′ 20″ N, 8° 38′ 24″ O)                                | Galerieholländer        | 1777        | Um 1965 stillgelegt, Nutzung als Ferienwohnung.                                                 |
| weitere Bilder \| Fotos hochladen | Oldsumer Mühle Wikidata                  | Oldsum auf Föhr (54° 43′ 44″ N, 8° 27′ 3″ O)                          | Galerieholländer        | 1901        | Umgebaut zu einem Wohnhaus                                                                      |
| Fotos hochladen                   | Pfahlmühle                               | Wyk auf Föhr (54° 41′ 12″ N, 8° 33′ 45″ O)                            | Bockwindmühle           | 1924        | ursprünglicher Standort war auf der Hallig Langeneß-Nordmarsch; 1953 versetzt ins Friesenmuseum |
| weitere Bilder \| Fotos hochladen | Venti Amica Wikidata                     | Wyk auf Föhr, Mühlenstraße 33 (54° 41′ 10″ N, 8° 34′ 2″ O)            | Galerieholländer        | 1879        | Umgebaut zu einem Wohnhaus 1922, denkmalgeschützt                                               |
| Fotos hochladen                   | Westermöhl                               | Langenhorn (54° 40′ 20″ N, 8° 54′ 46″ O)                              | Galerieholländer        | 1859        | Einrichtung nicht mehr vorhanden, heute als Restaurant genutzt                                  |

## Kreis Ostholstein
Link zu einem Kartenansichtstool, um Koordinaten zu setzen.
| Bild                              | Mühle                         | Lage                                                        | Typ                | Erbaut | Bemerkungen |
| --------------------------------- | ----------------------------- | ----------------------------------------------------------- | ------------------ | ------ | --- |
| weitere Bilder \| Fotos hochladen | Brodauer Mühle Wikidata       | Brodau, Schashagen (54° 7′ 14″ N, 10° 51′ 58″ O)            | Galerieholländer   | 1864   | Am 17. November 2005 abgebrannt – im Wappen der Gemeinde Schashagen                                                                                         |
| weitere Bilder \| Fotos hochladen | Moder Grau Wikidata           | Eutin, Mühlenweg 5 (54° 8′ 11″ N, 10° 36′ 37″ O)            | Galerieholländer   | 1849   | Um 1965 endgültig stillgelegt. Restaurant. |
| weitere Bilder \| Fotos hochladen | Farver Mühle Wikidata         | Wangels, Gut Farve (54° 17′ 22″ N, 10° 47′ 36″ O)           | Erdholländer       | 1828   | Umgebaut zu einer Ferienwohnung; denkmalgeschützt |
| weitere Bilder \| Fotos hochladen | Jachen Flünk Wikidata         | Lemkenhafen auf Fehmarn (54° 26′ 59″ N, 11° 5′ 45″ O)       | Galerieholländer   | 1787   | 1954 stillgelegt, heute ein Museum |
| BW                                | Anna                          | Fissau, Eutin, Zur Alten Mühle (54° 9′ 19″ N, 10° 37′ 9″ O) | Galerieholländer   | 1803   | Abgetragen 1902, wiederaufgebaut in Süderhastedt 1903 |
| BW                                | Wieses Mühle                  | Eutin, Jahnhöhe (54° 8′ 32″ N, 10° 36′ 36″ O)               | Holländerwindmühle | 1803   | Standort war der höchste Punkt von Eutin. 1927 abgebrannt. An gleicher Stelle wurde eine Jugendherberge errichtet und der Mühlenberg in Jahnhöhe umbenannt. |
| Fotos hochladen                   | Flinke Laura                  | Dänschendorf auf Fehmarn (54° 29′ 40″ N, 11° 5′ 15″ O)      | Holländerwindmühle | 1871   | 1956 stillgelegt. Umgebaut zu einem Wohnhaus. |
| Fotos hochladen                   | Südermühle Wikidata           | Petersdorf auf Fehmarn (54° 28′ 39″ N, 11° 4′ 15″ O)        | Galerieholländer   | 1893   | Umgebaut zu einem Restaurant |
| Fotos hochladen                   | Windmühle Timmendorfer Strand | Timmendorfer Strand (53° 59′ 39″ N, 10° 45′ 56″ O)          | Galerieholländer   | 1846   | Nutzung als Redaktionsräume für die Lokalzeitung |

## Kreis Pinneberg
Link zu einem Kartenansichtstool, um Koordinaten zu setzen.
| Bild                              | Mühle                     | Lage                                                       | Typ                     | Erbaut  | Bemerkungen                                                |
| --------------------------------- | ------------------------- | ---------------------------------------------------------- | ----------------------- | ------- | ---------------------------------------------------------- |
| weitere Bilder \| Fotos hochladen | Deichmühle                | Haseldorf, Deichreihe 5 (53° 38′ 18″ N, 9° 35′ 19″ O)      | Holländerwindmühle      |         | Umgebaut zu einem Wohnhaus; 2019 wg. Bauschäden abgerissen |
| Fotos hochladen                   | Windmühle Seestermühle    | Seestermühe, Dorfstraße 38 a (53° 42′ 12″ N, 9° 34′ 20″ O) |                         | um 1850 | Nutzung als Wohnhaus                                       |
| Fotos hochladen                   | Helga (Mühle Rosengarten) | Wedel, Rosengarten 35 (53° 35′ 1″ N, 9° 42′ 35″ O)         | Rumpfmühle              | 1731    | Nutzung als Wohnhaus                                       |
| Fotos hochladen                   | Langes Mühle              | Uetersen (53° 41′ 32″ N, 9° 40′ 26″ O)                     | Sockelgeschossholländer | Um 1772 | 1889 abgebrannt, 1910, nur Mühlenstumpf erhalten.          |

## Kreis Plön
Link zu einem Kartenansichtstool, um Koordinaten zu setzen.
| Bild                              | Mühle                                     | Lage                                                                  | Typ              | Erbaut    | Bemerkungen |
| --------------------------------- | ----------------------------------------- | --------------------------------------------------------------------- | ---------------- | --------- | --- |
| weitere Bilder \| Fotos hochladen | Langenrader Windmühle – Sventana Wikidata | Ascheberg, Langenrader Mühle 4 (54° 9′ 52″ N, 10° 20′ 4″ O)           | Galerieholländer | 1859/1862 | 1890 versetzt und zum Galerieholländer umgebaut, Labormühle von 1948, windgängig und mahlfähig                                                                                               |
| weitere Bilder \| Fotos hochladen | Elfriede Wikidata                         | Husberg, Bönebüttel, Dorfstraße 18 (54° 4′ 11″ N, 10° 2′ 38″ O)       | Galerieholländer | 1838/1980 | Windgängig, komplette Einrichtung vorhanden. denkmalgeschützt |
| weitere Bilder \| Fotos hochladen | Grebiner Windmühle Wagria Wikidata        | Grebin, Behler Weg 3 (54° 11′ 47″ N, 10° 29′ 20″ O)                   | Kellerholländer  | 1851      | 1947 stillgelegt, Nutzung als Dorfmuseum. denkmalgeschützt |
| Fotos hochladen                   | Klein Barkauer Mühle Wikidata             | Klein Barkau, Alter Kieler Weg 23 (54° 14′ 2″ N, 10° 8′ 0″ O)         | Galerieholländer | 1870      | Komplettes Getriebe erhalten. denkmalgeschützt |
| weitere Bilder \| Fotos hochladen | Krokauer Mühle Wikidata                   | Krokau (54° 24′ 24″ N, 10° 20′ 14″ O)                                 | Galerieholländer | 1872      | windgängig und mahlfähig. Mühlenmuseum. denkmalgeschützt |
| Fotos hochladen                   | Lepahner Mühle                            | Lepahn, Lehmkuhlen (54° 13′ 6″ N, 10° 21′ 47″ O)                      | Galerieholländer | 1884/85   | Umgebaut zum Wohnhaus. |
| Fotos hochladen                   | Mühle Schellhorn                          | Preetz, Schellhorner Straße, Mühlenberg (54° 14′ 0″ N, 10° 17′ 25″ O) | Galerieholländer | 1801      | Umgebaut zu einem Wohnhaus |
| Fotos hochladen                   | Schönberger Mühle Wikidata                | Schönberg, Große Mühlenstraße 43 (54° 23′ 22″ N, 10° 22′ 48″ O)       | Galerieholländer | 1827      | Einrichtung weitgehend ausgebaut |
| BW                                | Stakendorfer Mühle                        | Stakendorf (54° 22′ 57″ N, 10° 25′ 1″ O)                              | Galerieholländer |           | Windmühle Stakendorf; 19. Jh., 1870 nach Stakendorf transloziert; Galerie-Holländer auf quadratischem Unterbau mit Backsteinanbauten, größte erhaltene Mühle im Kreis Plön; denkmalgeschützt |
| Fotos hochladen                   | Windmühle Laboe                           | Laboe (54° 24′ 5″ N, 10° 13′ 18″ O)                                   | Galerieholländer | 1868      | In den 1960er Jahren als Restaurant genutzt; wurde dann umgebaut für die Verwaltung der benachbarten Seniorenwohnanlage.                                                                     |

## Kreis Rendsburg-Eckernförde
Link zu einem Kartenansichtstool, um Koordinaten zu setzen.
| Bild                              | Mühle                         | Lage                                                          | Typ                     | Erbaut    | Bemerkungen |
| --------------------------------- | ----------------------------- | ------------------------------------------------------------- | ----------------------- | --------- | --- |
| Fotos hochladen                   |                               | Alt Duvenstedt (54° 21′ 45″ N, 9° 38′ 43″ O)                  | Galerieholländer        | 1980      | Verwendung von Teilen der Mühle Averlack, Nutzung als Wohnhaus                                                                             |
| BW                                | Innier Mühle                  | Innien, Aukrug, Bargfelder Straße (54° 4′ 51″ N, 9° 47′ 2″ O) | Galerieholländer        | 1878      | 1950 stillgelegt, später abgebrochen. |
| weitere Bilder \| Fotos hochladen | Gettorfer Mühle Rosa Wikidata | Gettorf (54° 24′ 33″ N, 9° 58′ 43″ O)                         | Galerieholländer        | 1869      | 1946 stillgelegt – heute als Bücherei, für Veranstaltungen und Eheschließungen genutzt; denkmalgeschützt                                   |
| weitere Bilder \| Fotos hochladen | Algermissener Mühle Wikidata  | Molfsee (54° 16′ 28″ N, 10° 4′ 43″ O)                         | Bockwindmühle           | 1766      | 1965 umgesetzt aus Algermissen, siehe Niedersachsen.                                                                                       |
| weitere Bilder \| Fotos hochladen | Fockendorfer Mühle Wikidata   | Molfsee (54° 16′ 31″ N, 10° 4′ 56″ O)                         | Spinnkopfmühle          | 1966      | Umgesetzt aus Fockendorf |
| weitere Bilder \| Fotos hochladen | Hollingstedter Mühle Wikidata | Molfsee, Freilichtmuseum (54° 16′ 41″ N, 10° 5′ 23″ O)        | Galerieholländer        | 1973      | Umgesetzt aus Hollingstedt (1865), Museum                                                                                                  |
| weitere Bilder \| Fotos hochladen | Anna Wikidata                 | Nübbel (54° 16′ 33″ N, 9° 37′ 20″ O)                          | Kellerholländer         | 1904      | Einrichtung ausgebaut. |
| weitere Bilder \| Fotos hochladen | Anna Wikidata                 | Norby, Rieseby (54° 32′ 37″ N, 9° 47′ 53″ O)                  | Galerieholländer        | 1994      | Unterbau einer Mühle aus Westerhever, seit 1997 Heimatmuseum. Hochzeitsmühle. denkmalgeschützt                                             |
| Fotos hochladen                   | Auguste Wikidata              | Groß Wittensee (54° 24′ 8″ N, 9° 45′ 55″ O)                   | Kellerholländer         | 1874      | Ab 1958 nur Elektrobetrieb, 1998 bis 2001 restauriert, wieder windgängig und mahlfähig; denkmalgeschützt                                   |
| Fotos hochladen                   | Grüne Mühle                   | Eckernförde (54° 28′ 33″ N, 9° 50′ 3″ O)                      | Galerieholländer        | 1829      | 1911 abgebrochen |
| BW                                | Mohrbergmühle                 | Loose (54° 30′ 39″ N, 9° 52′ 51″ O)                           | Galerieholländer        | 1858/2001 | Sockel von 1858, Rest umgesetzt aus Rostock, siehe Mecklenburg-Vorpommern.                                                                 |
| BW                                | Rau'sche Mühle                | Hanerau-Hademarschen (54° 7′ 27″ N, 9° 25′ 7″ O)              | Sockelgeschossholländer | 1869      | Vierstöckiger Achtkant-Holländer in der Dorfmitte. Schon 1926 ohne Flügel. Bis in die 1960er Jahre elektrisch betrieben, 1987 abgebrochen. |
| weitere Bilder \| Fotos hochladen | Senta Wikidata                | Todenbüttel (54° 7′ 48″ N, 9° 33′ 35″ O)                      | Galerieholländer        | 1871      | Umgebaut zu einem Wohnhaus; denkmalgeschützt                                                                                               |
| BW                                | Söby Mühle                    | Söby, Holzdorf (54° 33′ 13″ N, 9° 55′ 37″ O)                  | Galerieholländer        | 1886      | |

## Kreis Schleswig-Flensburg
Link zu einem Kartenansichtstool, um Koordinaten zu setzen.
| Bild                              | Mühle                        | Lage                                                                   | Typ                | Erbaut | Bemerkungen |
| --------------------------------- | ---------------------------- | ---------------------------------------------------------------------- | ------------------ | ------ | --- |
| BW                                | Gisela                       | Meggerdorf, Bergenhusen (54° 22′ 24″ N, 9° 22′ 49″ O)                  | Holländerwindmühle | 1922   | Umgesetzt aus Meldorf, umgebaut zu einem Wohnhaus 1978                                                                           |
| weitere Bilder \| Fotos hochladen | Margaretha Wikidata          | Bergenhusen (54° 22′ 21″ N, 9° 19′ 44″ O)                              | Galerieholländer   | 1891   | Einrichtung teilweise erhalten.                                                                                                  |
| weitere Bilder \| Fotos hochladen | Amanda Wikidata              | Kappeln (54° 39′ 39″ N, 9° 55′ 36″ O)                                  | Galerieholländer   | 1888   | Höchste Windmühle Schleswig-Holsteins, Sägemühle, heute Trauzimmer und Touristeninformation; denkmalgeschützt                    |
| weitere Bilder \| Fotos hochladen | Hoffnung Wikidata            | Munkbrarup, Auberg 6 (54° 48′ 15″ N, 9° 33′ 39″ O)                     | Kellerholländer    | 1868   | Einrichtung vorhanden, Graupengang 2012 erneuert. denkmalgeschützt                                                               |
| weitere Bilder \| Fotos hochladen | Windmühle Charlotte Wikidata | Beveroe, Nieby, Beveroe 3 (54° 46′ 16″ N, 9° 54′ 21″ O)                | Kellerholländer    | 1826   | Ehemalige Korn- und Schöpfmühle, nicht windgängig, als Wohnhaus umgebaut. denkmalgeschützt                                       |
| Fotos hochladen                   |                              | Wagersrott, Holländerhof (54° 39′ 47″ N, 9° 47′ 42″ O)                 | Galerieholländer   | 1870   | 1870 aus Böel umgesetzt, 1996 nach Reinbek umgesetzt.                                                                            |
| Fotos hochladen                   | Antje                        | Tarp (54° 39′ 44″ N, 9° 24′ 0″ O)                                      | Galerieholländer   | 1882   | 1957 stillgelegt. Nutzung als Heimatmuseum und Tourismusbüro.                                                                    |
| Fotos hochladen                   | Fortuna                      | Langballig, Ortsteil Unewatt (54° 47′ 35″ N, 9° 39′ 21″ O)             | Galerieholländer   | 1878   | Einrichtung völlig erneuert. Teil des Landschaftsmuseums Angeln.                                                                 |
| weitere Bilder \| Fotos hochladen | Hoffnung Wikidata            | Nübelfeld, Steinbergkirche, Nübelfeld 63 (54° 46′ 20″ N, 9° 43′ 41″ O) | Kellerholländer    | 1841   | Einrichtung noch vorhanden, umgebaut zu einer Ferienwohnung; denkmalgeschützt                                                    |
| weitere Bilder \| Fotos hochladen | Hollmühle                    | Struxdorf, Mühlenstraße 18 (54° 37′ 26″ N, 9° 37′ 27″ O)               | Galerieholländer   | 1843   | denkmalgeschützt |
| BW                                | Johannesmühle                | Bobeck, Hasselberg, Mühlenstraße 6 (54° 44′ 5″ N, 9° 56′ 26″ O)        | Galerieholländer   | 1869   | Umgebaut zu einem Wohnhaus; denkmalgeschützt                                                                                     |
| BW                                | Langes Mühle                 | Uelsby (54° 38′ 51″ N, 9° 35′ 30″ O)                                   | Holländerwindmühle |        | Stark reparaturbedürftig |
| Fotos hochladen                   | Mühle Grödersby              | Grödersby (54° 38′ 7″ N, 9° 54′ 27″ O)                                 | Galerieholländer   | 1888   | denkmalgeschützt |
| BW                                | Mühle Stolk                  | Stolk (54° 35′ 56″ N, 9° 32′ 36″ O)                                    | Holländerwindmühle |        | Nutzung als Wohnhaus. |
| BW                                | Nicola                       | Schleswig (54° 30′ 51″ N, 9° 35′ 17″ O)                                | Galerieholländer   | 2015   | Achtkant von 1861 aus Legan, voll funktionsfähig, Mahlbetrieb.                                                                   |
| Fotos hochladen                   | Renata                       | Sörup, Ortsteil Schwensby (54° 44′ 50″ N, 9° 39′ 53″ O)                | Galerieholländer   | 1883   | Einrichtung vorhanden, 2002 und 2007 restauriert.                                                                                |
| weitere Bilder \| Fotos hochladen | Steinadler                   | Westerholz, Haffstraße 12 (54° 48′ 54″ N, 9° 40′ 11″ O)                | Galerieholländer   | 1876   | Einrichtung nicht mehr vorhanden, umgebaut zum Restaurant. Bis 1905 Antrieb von Maschinen zur Lehmaufbereitung. denkmalgeschützt |
| BW                                | Vanessa                      | Medelby (54° 48′ 38″ N, 9° 10′ 36″ O)                                  | Galerieholländer   | 1859   | 1999 zum Wohnhaus umgebaut. |
| Fotos hochladen                   | Windmühle Fahrdorf           | Fahrdorf (54° 30′ 11″ N, 9° 36′ 1″ O)                                  | Kellerholländer    |        | Nicht windgängig, Einrichtung ausgebaut.                                                                                         |
| Fotos hochladen                   | Windmühle Lindaumühlenholz   | Boren, Ortsteil Lindau (54° 35′ 33″ N, 9° 48′ 11″ O)                   | Galerieholländer   | 1837   | 1962 stillgelegt, heute eine Ferienwohnung                                                                                       |

## Kreis Segeberg
Link zu einem Kartenansichtstool, um Koordinaten zu setzen.
| Bild                              | Mühle             | Lage                                                                        | Typ                   | Erbaut       | Bemerkungen                                                                             |
| --------------------------------- | ----------------- | --------------------------------------------------------------------------- | --------------------- | ------------ | --------------------------------------------------------------------------------------- |
| Fotos hochladen                   | Gipsmühle         | Bad Segeberg, am Kalkberg (53° 56′ 6″ N, 10° 18′ 58″ O)                     | Galerieholländer      | 1820er Jahre | Zwei Hammerwerke, zwei Mahlwerke, ein Kollergang. Oberteil 1924, Reste 1938 abgerissen. |
| Fotos hochladen                   | Mühle             | Bad Segeberg, An der Trave (53° 56′ 14″ N, 10° 17′ 41″ O)                   | Holländer             |              | umgebaut zum Wohngebäude, genutzt als Jugendzentrum                                     |
| weitere Bilder \| Fotos hochladen | Götzberg Wikidata | Götzberg, Henstedt-Ulzburg, Götzberger Straße (53° 47′ 31″ N, 10° 2′ 40″ O) | Unterbauter Holländer | 1877         | Komplette Einrichtung vorhanden, Restaurierung 2007/2008, Mahlbetrieb; denkmalgeschützt |

## Kreis Steinburg
Link zu einem Kartenansichtstool, um Koordinaten zu setzen.
| Bild                              | Mühle                   | Lage                                                                       | Typ                     | Erbaut | Bemerkungen |
| --------------------------------- | ----------------------- | -------------------------------------------------------------------------- | ----------------------- | ------ | --- |
| weitere Bilder \| Fotos hochladen | Hoffnung                | Beidenfleth (53° 52′ 49″ N, 9° 24′ 48″ O)                                  | Galerieholländer        | 1813   | Am 17. April 2016 durch Feuer zerstört. 2022 begann Wiederaufbau als Ferienwohnung.                                                  |
| Fotos hochladen                   | Windmühle aus Borsfleth | Borsfleth (53° 50′ 24″ N, 9° 27′ 14″ O)                                    | Galerieholländer        | 1822   | In den 1970ern in das Freilichtmuseum Hessenpark versetzt. Windgängig und mahlfähig. (heutiger Standort)                             |
| Fotos hochladen                   | Windmühle Kollmar       | Kollmar (53° 44′ 17″ N, 9° 29′ 58″ O)                                      | Galerieholländer        | 1815   | Abgebrannt am 19. November 2003 |
| weitere Bilder \| Fotos hochladen | Schöpfmühle Honigfleth  | Honigfleth, Stördorf (53° 55′ 25″ N, 9° 24′ 7″ O)                          | Bockmühle (Schöpfmühle) |        | denkmalgeschützt |
| Fotos hochladen                   | Aurora Rumflether Mühle | Wilster (53° 55′ 36″ N, 9° 21′ 49″ O)                                      | Galerieholländer        | 1872   | Einrichtung erhalten. |
| BW                                | Coriansmühle            | Itzehoe, auf dem Coriansberg in der Nähe von (53° 55′ 26″ N, 9° 31′ 29″ O) |                         |        | Stürzte 1793 um, 1794 neu gebaut, brannte 1894 nieder, 1910 abgetragen.                                                              |
| Fotos hochladen                   | Emma                    | Neuenbrook (53° 51′ 42″ N, 9° 32′ 34″ O)                                   | Holländerwindmühle      | 1874   | Umgebaut zu einem Wohnhaus, ohne Flügel.                                                                                             |
| Fotos hochladen                   | Fockendorfer Mühle      | Beidenfleth, Fockendorf (53° 53′ 7″ N, 9° 23′ 21″ O)                       | Spinnkopfmühle          | 1850   | Erbaut in Wilster-Bischofsdeich, 1884 umgesetzt nach Fockendorf, 1966 umgesetzt ins Schleswig-Holsteinische Freilichtmuseum, Molfsee |
| BW                                | Renata                  | Stördorf, Kasenort (53° 54′ 40″ N, 9° 24′ 29″ O)                           | Galerieholländer        | 1883   | Die Kornwindmühle wurde in den 1920er Jahren beseitigt.                                                                              |
| Fotos hochladen                   | Schmerlander Mühle      | Krempe (53° 50′ 35″ N, 9° 29′ 14″ O)                                       | Holländerwindmühle      |        | Rumpfmühle, Welle ausgebaut und in der Mühle Kollmar genutzt. denkmalgeschützt                                                       |
| Fotos hochladen                   | Suder Mühle             | Itzehoe, Ortsteil Sude (53° 55′ 52″ N, 9° 30′ 12″ O)                       | Holländerwindmühle      | 1870   | Vorgänger von 1618, 1879 abgebrochen. Heutige Mühle wurde 1941 stillgelegt, unter Denkmalschutz.                                     |
| BW                                | Wallmühle               | Krempe (53° 50′ 7″ N, 9° 29′ 34″ O)                                        | Galerieholländer        | 1779   | Auf ehemaliger Bastion ("Mühlenberg") errichtet, 1900 wegen Baufälligkeit abgebrochen und durch Wasserturm ersetzt.                  |
| Fotos hochladen                   | Windmühle Breide        | Wrist (53° 55′ 54″ N, 9° 45′ 2″ O)                                         | Galerieholländer        | 1876   | Aus der Nähe von Hannover umgesetzt, Windbetrieb bis 1947. Rumpfmühle mit Futtermittelwerk.                                          |
| weitere Bilder \| Fotos hochladen |                         | Neuenkirchen, Bahrenfleth, Am Deich (53° 51′ 47″ N, 9° 25′ 34″ O)          |                         |        | |

## Kreis Stormarn
Link zu einem Kartenansichtstool, um Koordinaten zu setzen.
| Bild                              | Mühle                  | Lage                                                            | Typ              | Erbaut  | Bemerkungen                                                                                           |
| --------------------------------- | ---------------------- | --------------------------------------------------------------- | ---------------- | ------- | --- |
| weitere Bilder \| Fotos hochladen | Braaker Mühle Wikidata | Braak (53° 36′ 4″ N, 10° 14′ 42″ O)                             | Galerieholländer | 1849    | In Betrieb bis 1977, 1983 unter Denkmalschutz gestellt, seit 1996 wieder in Betrieb; denkmalgeschützt |
| Fotos hochladen                   | Hannemann's Mühle      | Reinbek, Ortsteil Schönningstedt (53° 31′ 37″ N, 10° 15′ 33″ O) | Galerieholländer | 1879    | 1996 umgesetzt aus Wagersrott, stand davor in Böel. Restaurant (nach Brand neu aufgebaut)             |
| Fotos hochladen                   | Mühle Siek             | Siek (53° 37′ 22″ N, 10° 16′ 15″ O)                             | Galerieholländer | 1901    | Heute ein Schulungszentrum                                                                            |
| BW                                | Zarpener Mühle         | Zarpen (53° 52′ 1″ N, 10° 30′ 20″ O)                            | Galerieholländer | Um 1890 | Bis 1963 in Betrieb – als Wohnhaus genutzt (ohne Flügel und Kappe)                                    |
| BW                                | Wolkenweher Mühle      | Bad Oldesloe (53° 48′ 40″ N, 10° 21′ 7″ O)                      | Galerieholländer |         | Rumpfmühle ohne Flügel                                                                                |